# Экология города
Урбоэкология (от лат. urbs — город), или экология города, — наука о взаимосвязи и взаимодействии во времени и пространстве двух систем — городской (её социальной, технической, энергетической, информационной, административной подсистем) и естественной. Урбоэкология является разделом экологии.

## Описание науки
Объект изучения урбоэкологии — городские биогеоценозы. Урбоэкология рассматривает урбанизацию не только как объективный исторический процесс возрастания роли городов в развитии цивилизации, но и как процесс перестройки всей среды человека, то есть опираясь на экологический подход, согласно которому город является сложным организмом в системе связей между элементами, которые его образуют, и «внешним» социальной и природной средой.
Урбоэкология исследует урболандшафты, изменения природно-пространственных ресурсов города, его почвенного покрова, воздушного бассейна, поверхностных и подземных вод, растительного и животного мира, различные виды загрязнений. В свою очередь, урбоэкосистемы — это природно-территориальный комплекс (геокомплекс) со всей его иерархической структурой — от ландшафтов к фации, который находится под непосредственным влиянием (прошлым, настоящим, будущим) города.
Основное направление урбоэкологии — изучение популяции человека, хотя и является явлением социальным, с точки зрения популяционной экологии представляет собой такую, которая в течение своей жизни перемещается из одной экологической ниши в другой (жилье, место работы, транспорт, рекреация и т. д.). С развитием процессов урбанизации и ростом отчуждения среды городской человек должен включать новые адаптивные (физиологические, психологические, социальные) механизмы, которые не являются безграничными. Город является средой не только для проживания людей, но и для существования различных видов растений и животных. Частично они существуют в одомашненном (окультуренном) состоянии, другие могут существовать только в специфических домашних условиях (теплицах, аквариумах и т. д.) встречаются также дикорастущие растения и дикие животные. Все живые организмы городской среды, окружающих человека, умеют также приспосабливаться к изменению условий.
Урбоэкология включает также рациональное проектирование и экологически оптимальные варианты строительства городских структур. Она опирается на многие отрасли знаний, предметом которых является исследование различных аспектов взаимодействия общества и природы — экологию, ботанику, градостроительство, географию, социологию, санитарию, технику и др. Урбоэкология тесно связана с проблемой сохранения живой природы в условиях неизбежного наступления городов на среду и прогрессирующего ухудшения её качества.
Теоретическая база по этому поводу постоянно обновляется за счет и благодаря практическим проектам по всему миру в виде экопоселений, экополисов, экогородов есть городов, которые специально построены на принципе гармонии природной и социальной среды. В СССР, например, это происходило с участием психолога А. А. Брудного, эколога Д. Н. Кавтарадзе, социолога О. М. Яницкого и других в подмосковном наукограде Пущино. Междисциплинарные проекты, эксперименты, опыты изучали все процессы, касающиеся «урбосферы» — сбор жителями грибов, цветов в местном лесу, бродячих собак, построение сети дорог и т. д..